# Hesso van Baden
Hesso van Baden (circa 1268 - 13 februari 1297) was van 1288 tot 1297 markgraaf van Baden-Baden. Hij behoorde tot de hoofdlinie van het huis Baden.

## Levensloop
Hesso was een van de vier zoons van markgraaf Rudolf I van Baden-Baden en Cunigunde van Eberstein. 
Na de dood van zijn vader in 1288 werd Hesso markgraaf van Baden-Baden samen met zijn broers Rudolf II, Herman VII en Rudolf III. 
Hij bleef Baden-Baden besturen tot aan zijn vroegtijdige dood in 1297.

## Huwelijken en nakomelingen
Hesso was eerst gehuwd met Clara van Klingen (gestorven voor 1291), dochter van graaf Walter III van Klingen. Ze kregen een zoon:
- Herman VIII (overleden in 1338)

Na de dood van zijn eerste vrouw hertrouwde hij met Irmengard van Württemberg (1261/1264 - 1295), dochter van graaf Ulrich I van Württemberg. Hun huwelijk bleef kinderloos.
Na de dood van zijn tweede vrouw huwde Hesso met Adelheid van Rieneck, dochter van graaf Gerard IV van Rieneck. Ze kregen een zoon:
- Rudolf Hesso (overleden in 1335), markgraaf van Baden-Baden.